# Nyctimene albiventer
Nyctimene albiventer o murciélago de nariz tubular es una especie de murciélago de la familia Pteropodidae. Fue descubierta en 2009 en Papúa Nueva Guinea. 

## Descripción
Este mamífero volador pesa menos de ¼ de onza y mide aproximadamente una pulgada de longitud.  A diferencia de la mayoría de especies de murciélagos, este utiliza sus grandes ojos (con visión estereoscópica)   para moverse y conseguir su alimento. Su pelo es claro, usualmente gris amarronado, con la cabeza más pálida y las alas con manchas amarillentas. La mayoría de las características morfológicas que separan a este murciélago de otras especies están asociadas con una mandíbula más ancha y redonda que da la apariencia de una sonrisa constante.

### Alimentación
El murciélago de nariz tubular es frugivoro, por lo que su dieta está compuesta por frutas y gracias a su alimentación, se ha convertido en un excelente ayudante para su ecosistema, ya que al llevar consigo las frutas caen algunas semillas y estas permiten que surjan nuevos árboles o plantas a varios kilómetros de distancia.

## Distribución geográfica
Se encuentra en Australia, Indonesia, Papúa Nueva Guinea, y las Islas Salomón.